# Zamia furfuracea
La palma bola Zamia furfuracea es una cicada nativa y endémica al sureste del estado de Veracruz en México. Su nombre científico en latín Zamia, que quiere decir "nuez de pino", y furfuracea, que significa "casposo".

## Clasificación y descripción de la especie
Planta de la familia Zamiaceae del orden Cycadales  Son plantas dioicas, robustas de 30 a 90 cm de altura con tronco cilíndrico de 60 cm de altura por 15 cm de diámetro o más. Sus hojas, entre 8 a 30 forman una corona densa en forma de palma.

## Distribución de la especie
Especie nativa y endémica de México que se distribuye en el estado de Veracruz. Se ha exportado a otros estados del sureste del país y a otros continentes, como Europa, Asia y Australia como planta ornamental

## Ambiente terrestre
Crece en la zona costera cerca de las dunas entre Alvarado y Coatzacoalcos, Veracruz.

## Estado de conservación
En México se considera En Peligro de Extinción en la Norma Oficial Mexicana 059. En la lista roja de la UICN se considera En Peligro y está incluida en el apéndice II de CITES.
Su principal amenaza es la cosecha ilegal de semillas y saqueo de plantas de su hábitat natural, sumado a factores como incendios, huracanes, entre otros.

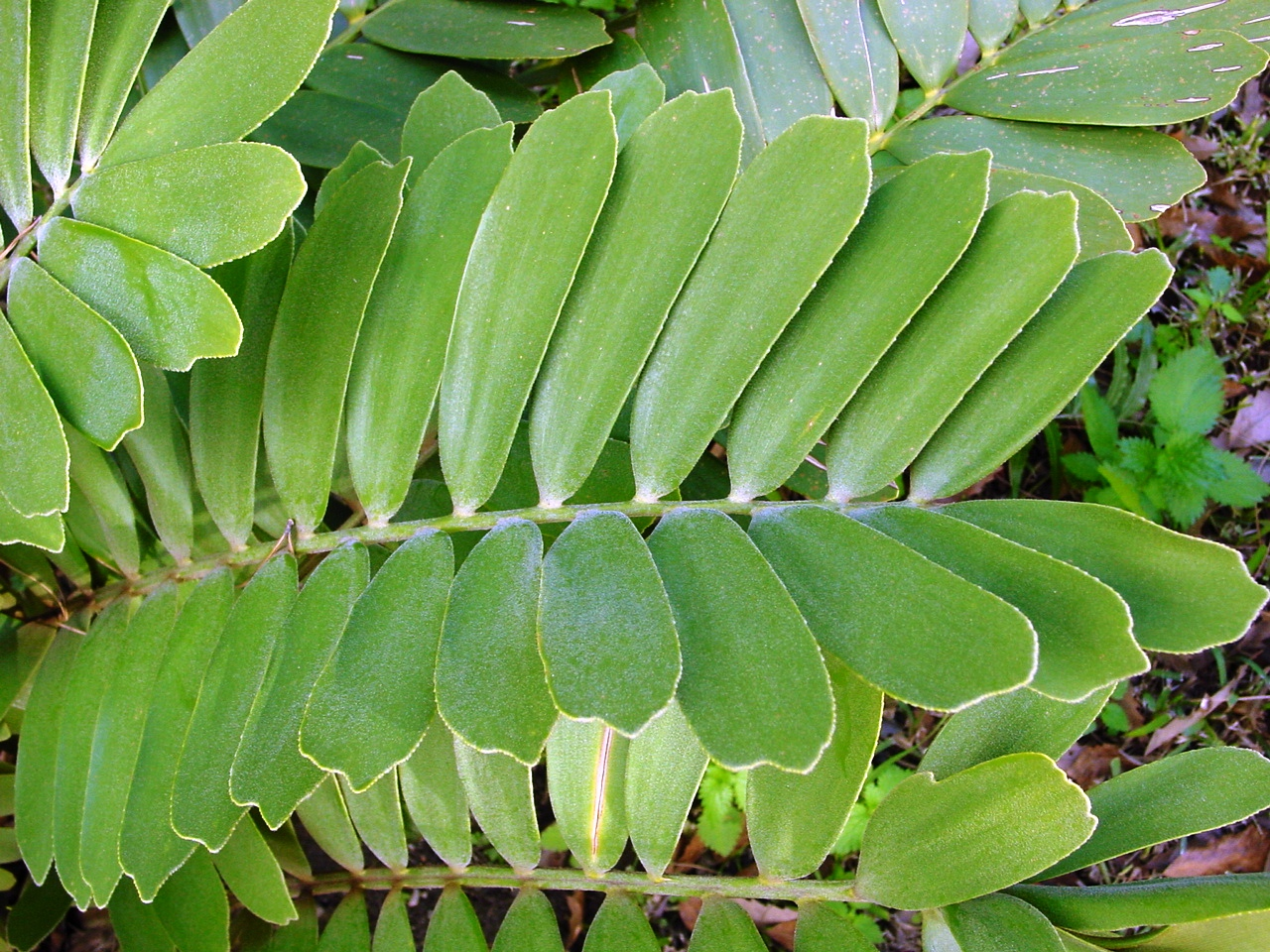
Leaflets